# Klösterle (Austria)
Klösterle – gmina w Austrii, w kraju związkowym Vorarlberg, w powiecie Bludenz. Liczy 659 mieszkańców (1 stycznia 2015).